# Historia Tuvalu

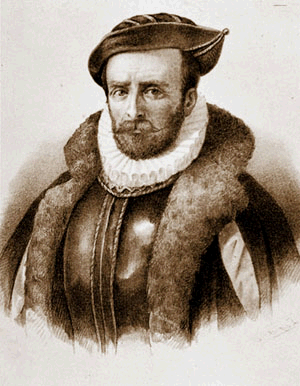
Álvaro de Mendaña de Neyra

Historia Tuvalu rozpoczyna się prawdopodobnie w I tys. n. e., kiedy wyspy zostały zamieszkane przez Polinezyjczyków. Europejczycy odkryli wyspę w 1568 roku (wyspa Nui) przez Álvaro de Mendaña de Neyra. Nie została ona podbita ze względu na brak bogactw (głównie złota) na wyspach oraz dodatkowo przez 200 lat nie odnaleziono na nowo tych wysp ze względu na problemy nawigacyjne. Do wyspy jako kolejni dotarli Samoańczycy, którzy okupowali Tuvalu. Kolejne dotarcie przez Europejczyków nastąpiło w 1764 przez Brytyjczyków. Dopłynął wtedy J. Byron.

## XIX wiek

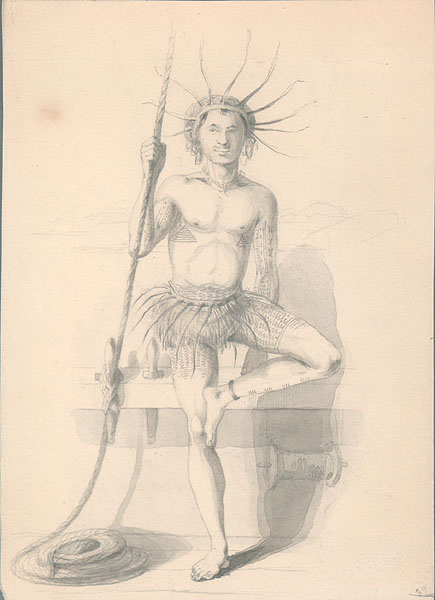
Mieszkaniec Tuvalu w tradycyjnym stroju – rysunek powstał w 1841 roku

W 1861 rozpoczęło się nawracanie mieszkańców wysp na protestantyzm. W tym czasie (w 1892) peruwiańscy handlarze niewolników przeprowadzali akcję wywozu mieszkańców wysp do pracy przymusowej na plantacjach w Ameryce Południowej (wywieziono około 400 mieszkańców, stanowiących 15% populacji). Akcja ta i choroby pochodzące z Europy spowodowały zmniejszenie ludności z ok. 20 000 do 3 000. Wtedy ustanowiono Wyspy Lagunowe przez Anglię.

## Historia współczesna
W 1915 Tuvalu stało się kolonią brytyjską. W czasie II wojny światowej była to ważna baza wojskowa Stanów Zjednoczonych (w latach 1942–1943). Po wojnie duża liczba mieszkańców wyemigrowała w poszukiwanie lepszych warunków do życia. W 1969 Kościół Tuvalu uniezależnił się od Londyńskiego Towarzystwa Misyjnego. Od tego czasu wysyła on swoich misjonarzy do Fidżi, Nowej Zelandii, na Hawaje, do Australii oraz na Wyspy Marshalla. W 1974 odbyło się referendum w sprawie utworzenia wspólnego państwa z Wyspami Gilberta (obecnymi wyspami Kiribati). W 1978 kraj otrzymał niepodległość i ogłosił konstytucję, jednakże głową państwa pozostała królowa Elżbieta II. Hymnem państwowym stała się pieśń Tuvalu mo te Atua (Tuvalu dla Wszechmogącego) napisana i skomponowana przez Afasea Manoa. W 1986 mieszkańcy odrzucili w drodze referendum projekt przekształcenia państwa w republikę.
W 1989 premierem państwa został Bikenibeu Paeniu. W 1998 wedle raportu ONZ Tuvalu do 2050 roku miała zniknąć pod wodą. Kraj ten dołączył do ONZ w 2000. Z powodu groźby zatopienia państwa rząd Tuvalu poprosił Australię o pomoc w poszukiwaniu miejsca, gdzie kraj mógłby się przenieść. Rok później Tuvalu wraz z Kiribati i Malediwami sprzeciwiły się stanowisku Stanów Zjednoczonych, które odmówiły podpisania protokołu o redukcji emisji gazów cieplarnianych do atmosfery (protokół z Kioto). Trzy lata później na czele rządu stanął Maatia Toafa. 25 czerwca 2010 roku Tuvalu zostało członkiem Międzynarodowego Funduszu Walutowego.
16 września 2010 odbyły się wybory parlamentarne. Miesiąc wcześniej (13 sierpnia) parlament został rozwiązany przez premiera Apisai Ielemia. 28 sierpnia rozpoczęła się rejestracja kandydatów. W wyniku wyborów parlamentarnych swoje mandaty zachowało 10 z dotychczasowych 15 deputowanych, w tym urzędujący premier Apisai Ielemia (zdobył 597 głosów) oraz przewodniczący Parlamentu Tuvalu Kamuta Latasi, który ponownie został wybrany na ten urząd 17 września 2010.
29 czerwca 2016 roku były premier Apisai Ielema został skazany na 12 miesięcy więzienia za przyjęcie w 2009 roku łapówki w wysokości 15 tys. dolarów. Pieniądze zdeponował na prywatnym koncie w Narodowym Banku Tuvalu. Ielemia przyznał się do zarzucanych mu czynów, tłumacząc jednak, że pieniądze wykorzystał dla dobra innych. Lutym 2017 roku premier Enele Sopoaga rozpoczął program, stawiający na piedestale prawa człowieka. Plan rozwoju jest wynikiem porozumień agend rządowych z lokalnymi wspólnotami i organizacjami pozarządowymi. Według dokumentu mieszkańcy Tuvalu mają mieć pełne prawa polityczne i cywilne oraz dostęp do wody, opieki zdrowotnej i edukacji. Program spotkał się z pozytywną opinią Sekretariatu Wspólnoty Pacyficznej. 19 listopada 2018 roku zmarł Apisai Ielema.